# Жикіна династія (фільм)
Жикіна династія (серб. Жикина династија, хорв. Žikina dinastija) сербська кінокомедія, сьомий фільм серіалу Божевільні роки.
Режисер - Зоран Чалич, сценарист - Йован Маркович.

## Сюжет
Міша - молодий музикант. Він закоханий у Наташу, з Москви, і не цікавиться іншими жінками. Але Наташа далеко і бачаться вони рідко. Мішині дідусі - Жика Павлович і Мілан Тодорович - починають хвилюватися за його здоров'я і навіть орієнтацію. Тихцем, дідусі починають плести інтриги щоб звести хлопця з реальною жінкою.

## Зовнішні посилання
- IMDB, Жикіна династія [Архівовано 30 грудня 2013 у Wayback Machine.]
- Жикина династија Филмови.ком [Архівовано 8 січня 2013 у Wayback Machine.] (сербською мовою)